# 오헤어 국제공항 니어미스 사고

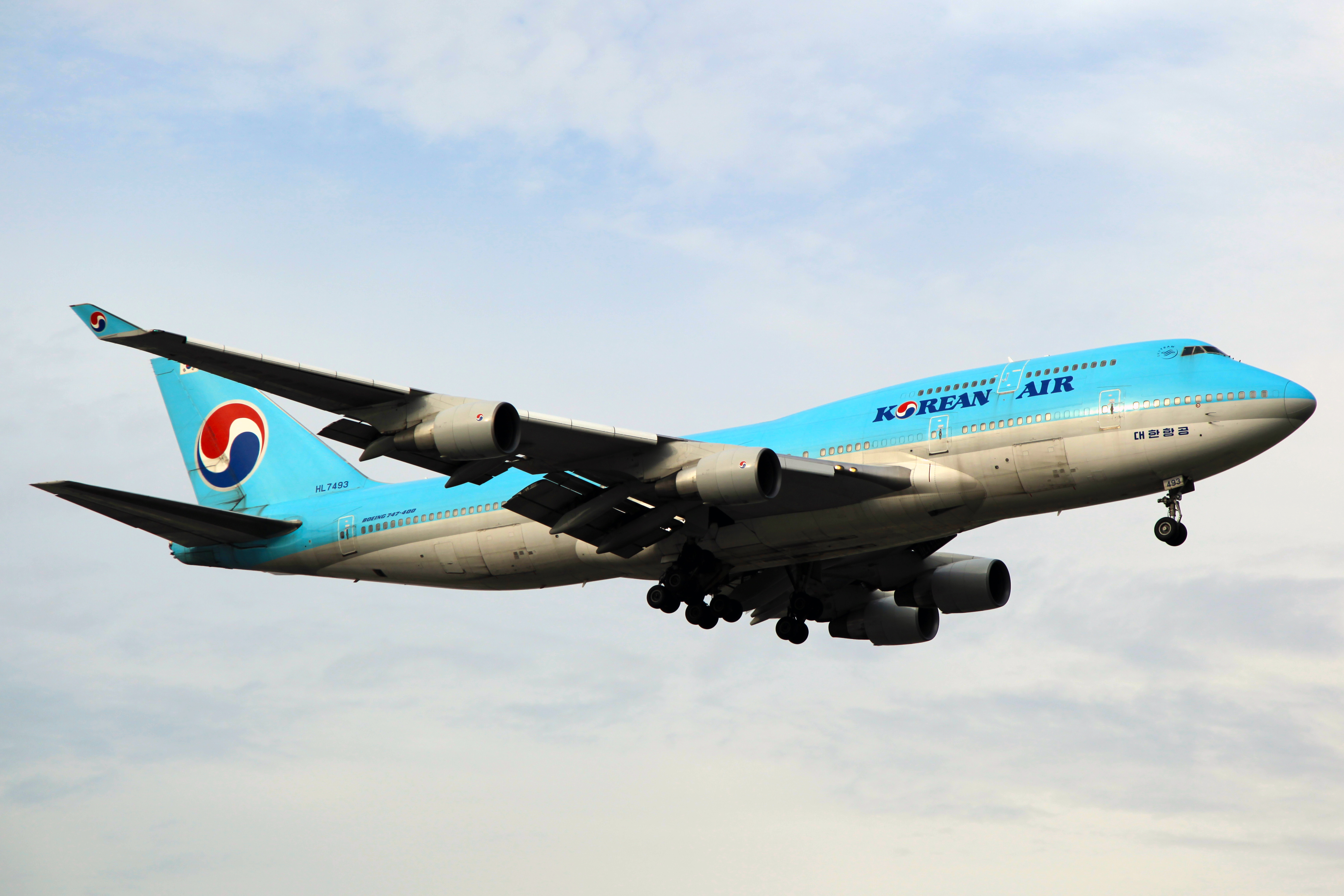
대한항공의 보잉 747-400 (HL7493)

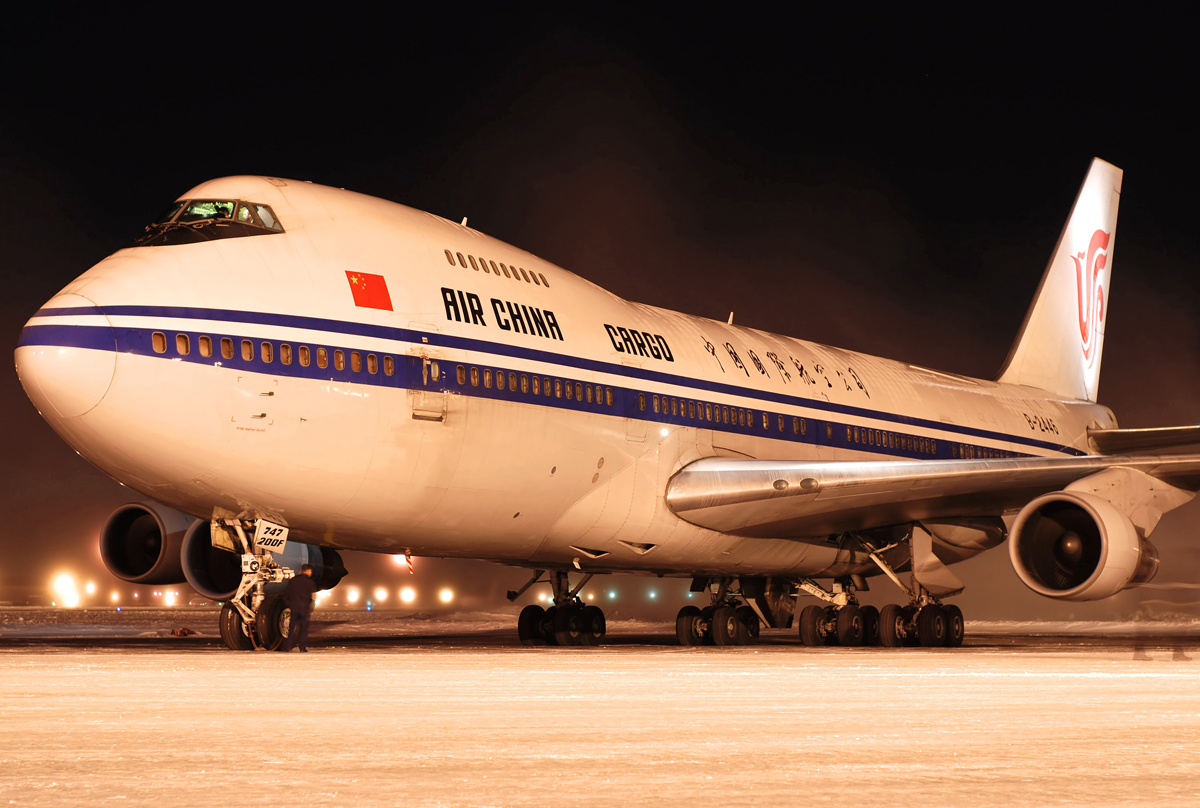
중국국제항공의 보잉 747-200F (B-2446)

오헤어 국제공항 니어미스 사고 (대한항공 036편 니어미스 사고) 은 1999년 4월 1일에 시카고 오헤어 국제공항에서 대한항공 036편과 중국국제항공 9018편이 지상 충돌할 뻔한 사고를 말한다.

## 항공사고 요약
- 날짜 : 1999년 4월 1일
- 편명 : KE036/KAL036
- 출발지 : 시카고 오헤어 국제공항
- 목적지 : 김포국제공항
- 기종 : 보잉 747-400
- 등록번호 : HL7493
- 사고지점 : 시카고 오헤어 국제공항
- 인명피해 : 없음
- 사고원인 : 중국국제항공 카고 9018편 보잉 747-200F의 조종사의 관제지시 미인지

| 오헤어 국제공항 니어미스 사고 | 오헤어 국제공항 니어미스 사고              |
| ----------------------------- | ------------------------------------------ |
| 발생일                        | 1999년 4월 1일                             |
| 유형                          | 니어 미스, 중국국제항공 항공기의 조종 실수 |
| 발생 위치                     | 미국 일리노이주 시카고 오헤어 국제공항     |
| 기종                          | Boeing 747-4B5 / -2J6SF                    |
| 운영사                        | 대한항공 / 중국국제항공                    |
| 기체 등록번호                 | HL7493 / B-2446                            |
| 출발지                        | 미국 시카고 오헤어 국제공항                |
| 도착지                        | 대한민국 서울특별시 김포국제공항           |
| 탑승인원                      | KE036 : 379명                              |
| 탑승인원                      | CA9018 : 8명                               |
| 사망자                        | 사망자 없음                                |
| 생존자                        | 양측 전원 생존                             |

## 같이 보기
- 대한항공의 사건 및 사고